# 新来島高知重工
株式会社新来島高知重工（しんくるしまこうちじゅうこう）は、高知県高知市に本社・工場を置く造船・鋼製品製造事業者である。新来島どっくのグループ企業であり、日本中小型造船工業会の会員企業でもある。

## 概要
1987年（昭和62年）に、廃業・閉鎖された高知重工株式会社の工場を再開するため、旧高知重工の元役職員有志により高知造船鐵工所株式会社として設立され、1989年（平成元年）に旧高知重工の営業権を譲受し、新高知重工株式会社に商号を変更して開業した。その後、2022年（令和4年）6月に株式会社新来島高知重工に改称した。
新造船部門・修繕部門・陸機部門の3部門を中心として開業した。陸機部門は2000年（平成12年）に株式会社新高知製作所として一時分社化されるが、2014年（平成26年）に吸収合併し再統合した。2002年（平成14年）には、修繕専門工場の株式会社新徳島どっく（現・株式会社新来島徳島どっく）を設立した。
新造船部門では、1万-3万重量トンクラスのハンディサイズバルカーの建造を主力とし、その他自動車運搬船やRO-RO船、コンテナ船、セメント運搬船等を建造している。陸機部門では、造船技術を活かした鋼製耐震貯水槽・防火水槽の製作・設置を主力としている。
前身の高知重工株式会社は、高知で明治初期以来の事業実績を有する平田造船所・土佐造船鉄工所・光洋造機の3社が1964年（昭和39年）に合併して発足し、来島どっくグループ傘下で中小型船建造に多くの実績を有したが、1980年代の造船不況下で事業継続が困難となり、1987年（昭和62年）に廃業・閉鎖に至った。会社自体は同年12月に株式会社来島興産（旧来島どっく）に合併され、来島興産も1991年（平成3年）12月に解散した。

## 工場
株式会社新来島高知重工公式サイト掲載「会社概要」（2022年2月7日閲覧）の掲載情報に基づく。

### 本社工場
所在地：高知県高知市仁井田4319番地
- No.1船台：215.0m×35.0m 建造能力 25,000GT
- No.2船台：145.0m×25.0m 建造能力 13,700GT
- 塔型引込式クレーン：吊上能力10t-200t 計7基
- 門型クレーン：吊上能力2.8t-20t 計3基
- L型クレーン：吊上能力2.8t-5.0t 計11基
- 1号岸壁：33.6m×8.7m×水深5.0m 係留可能船舶499GT×1隻
- 2号岸壁：114.0m×15.0m×水深7.5m 係留可能船舶13,700GT×1隻
- 3号岸壁：179.0m×10.0m×水深4.0m 係留可能船舶499GT×2隻
- 4号岸壁：217.0m×12.0m×水深6.0m 係留可能船舶25,000GT×1隻
- 5号岸壁：55.0m×15.0m×水深7.5m 係留可能船舶5,000GT×1隻

### 第2工場
所在地：高知県高知市仁井田4342番地
- 船殻ブロック工場・塗装工場等

### 長浜工場
所在地：高知県高知市長浜5033番地21
- 陸機部門の工場

## 沿革
- 1964年（昭和39年）11月 - 平田造船所・土佐造船鉄工所・光洋造機の3社が合併し、前身組織の高知重工株式会社が発足[2][4][5]。
- 1987年（昭和62年）
  - 11月20日 - 高知重工の廃業・閉鎖を受け、工場を再開するため、旧高知重工の元役職員有志により高知造船鐵工所株式会社を設立[1][4][5]。
  - 12月 - 高知重工が株式会社来島興産（旧来島どっく）に合併される。
- 1989年（平成元年）3月 - 高知造船鐵工所が旧高知重工の営業権を譲受し、新高知重工株式会社に商号変更[1][4][5]。
- 1990年（平成2年）9月 - 建設業許可（鋼構造物工事業）を取得[1]。
- 1994年（平成6年）6月 - 陸機部門を第2工場に移転[1]。
- 1998年（平成10年）4月 - 移動開閉式屋根棟（大組立工場棟）を新設[1]。
- 2000年（平成12年）4月 - 陸機部門を分社化し、株式会社新高知製作所を設立[1][5]。
- 2002年（平成14年） - 修繕専門工場として株式会社新徳島どっく（現・株式会社新来島徳島どっく[6]）を設立[2]。
- 2007年（平成19年）5月 - 旧大旺造機株式会社長浜工場跡を取得し、新高知製作所を移転[1]。第2工場は新造船船殻ブロックの製作工場となる[5]。
- 2009年（平成21年）1月 - 第2工場に、新塗装基準に対応した新塗装工場を設置[1][5]。
- 2014年（平成26年）3月 - 新高知製作所を吸収合併し、長浜工場とする[1][5]。
- 2016年（平成28年） - 1号船台の建造能力を25,000GTに拡張[1]。
- 2021年（令和3年）11月 - 新高知重工を含む新来島どっくグループ6社の事業基盤強化計画（LNG燃料を採用した外航船の開発・建造、LNG燃料タンク生産、DX化による生産工程の最適・平準化等）が、海事産業強化法に基づく国土交通大臣の認定を受ける[9][10]。
- 2022年（令和4年）6月 - 商号を株式会社新来島高知重工に変更[1]。